# احمد علیرضابیگی
احمد علیرضابیگی (زادهٔ ۲۲ بهمن ۱۳۴۲) نظامی و سیاستمدار ایرانی است که در دوره یازدهم مجلس شورای اسلامی به‌عنوان نماینده تبریز، آذرشهر و اسکو فعالیت می‌کرد. وی در دوره دهم نیز حضور داشت.
علیرضابیگی فعالیت نظامی را از کمیته انقلاب اسلامی آغاز کرد و در طول جنگ ایران و عراق از اعضای این نهاد بود. وی از ۱۳۷۲ تا ۱۳۷۵ فرمانده انتظامی استان اردبیل بود، از ۱۳۷۵ تا ۱۳۷۸ به‌عنوان فرمانده انتظامی آذربایجان شرقی و از ۱۳۷۸ تا ۱۳۷۹ به‌عنوان معاون راهنمایی و رانندگی نیروی انتظامی فعالیت می‌کرد، در فاصله سالهای ۱۳۷۹ تا ۱۳۸۲ فرماندهی انتظامی استان اصفهان را برعهده داشت و از ۱۳۸۲ تا ۱۳۸۶ نیز فرمانده انتظامی استان فارس بود. علیرضابیگی در دولت‌های نهم و دهم در فاصله سالهای ۱۳۸۷ تا ۱۳۹۲ سمت استاندار آذربایجان شرقی را برعهده داشت.

## زندگی
احمد علیرضابیگی در سال ۱۳۴۲ در شهر ارومیه به دنیا آمد. پدرش اهل شهرستان شبستر و مادرش اهل شهرستان اسکو بودند. وی دارای مدرک دکتری امنیت ملی از دانشگاه عالی دفاع ملی می‌باشد. از سوابق بیگی می‌توان به فرماندهی نیروی انتظامی استان‌های اردبیل، آذربایجان شرقی، اصفهان و فارس، رئیس پلیس راهنمایی و رانندگی کشور و مشاور فرمانده نیروی انتظامی اشاره کرد. او در سال ۱۳۸۷، بعد از استعفای محمدکاظم معمارزاده به عنوان استاندار آذربایجان شرقی منصوب شد.
در اوایل انقلاب، بیگی مسئولیت‌هایی مثل فرماندهی کمیته انقلاب اسلامی در شاهین دژ و پیرانشهر و پاکسازی گروهای مانند کومله و دمکرات در نقده، اشنویه و پیرانشهر، فرماندهی در عملیات‌های غرب کشور در جنگ ایران و عراق و آموزش در کمیته انقلاب اسلامی داشته است. وی در سال ۱۳۸۳ زمانی که فرمانده نیروی انتظامی استان فارس بود از یک سانحهٔ سقوط بالگرد، جان سالم به در برد.
بیگی در ۱۳ آبان ۱۳۹۲ سمت استانداری استان آذربایجان شرقی را به اسماعیل جبارزاده تحویل داد و در دهمین دوره انتخابات مجلس شورای اسلامی از حوزه انتخابی تبریز، اسکو و آذرشهر، از ائتلاف بزرگ اصولگرایان با کسب ۲۳۵ هزار رأی به مجلس شورای اسلامی راه یافت. او در انتخابات یازدهمین دورهٔ مجلس شورای اسلامی، مجدداً به مجلس شورای اسلامی راه پیدا کرد.
ثبت جهانی بازار تبریز از جمله اقدامات علیرضابیگی در زمان تصدی استانداری آذربایجان شرقی بود.

## استانداری

### زلزله اهر، هریس و ورزقان
در سال ۱۳۹۱ و پس از وقوع زمین‌لرزه‌های آذربایجان شرقی بیگی به همراه محسن مجتهد شبستری در آن استان دو روز عزای عمومی اعلام کردند.
رکورد سریع‌ترین امداد و نجات و بازسازی مناطق زلزله زده در ایران، مناطق زلزله زده اهر، هریس، ورزقان به دوران استانداری بیگی تعلق دارد

### تغییر نام خسروشهر به خسروشاه
تغییر نام خسروشهر به خسروشاه و نام ترکی برخی محلات و اماکن تبریز مانند قاری کورپوسی، گوی مسچید، برج یانقین و میدان چایی از اقدامات بیگی در دوران استانداری بود.

## نمایندگی مجلس

### درخواست استیضاح وزیر کشور
در فروردین ۱۴۰۰ و در آستانهٔ برگزاری انتخابات ریاست‌جمهوری ایران، بیگی طی تذکری شفاهی در مجلس با اشاره به نقش عبدالرضا رحمانی فضلی در حوادث آبان ۹۸ گفت: «دست وزیر کشور آلوده به خون مردم است و او صلاحیت این مسئولیت خطیر [برگزاری انتخابات] را ندارد». او با اشاره به‌این‌که در دورهٔ دهم مجلس هم جزو متقاضیان استیضاح رحمانی فضلی بوده است بود گفت که همچنان معتقد است استیضاح وزیر کشور ضروری است. در پاسخ محمدجواد کولیوند معاون پارلمانی وزیر کشور، ضمن «اراذل و اوباش» خواندن معترضان آبان ۹۸ خواستار برخورد قضایی با بیگی شد.

### افشاگری
علیرضابیگی اولین بار موضوع «۷۵ حواله خودرو شاسی بلند برای نمایندگان مجلس با هدف مسکوت کردن استیضاح وزیر صنعت، معدن و تجارت» را مطرح کرد. وی در رابطه با همین پرونده توسط دستگاه قضایی ایران به نشر اکاذیب متهم شد و در مجلس شورای اسلامی برای وی ممنوعیت نطق اعمال شد.